# Tupac: Resurrection
Tupac: Resurrection é um filme documentário americano de 2003 sobre a vida e morte do rapper Tupac Shakur.
O filme, dirigido por Lauren Lazin e lançado pela Paramount Pictures, é narrado pelo próprio Tupac Shakur. O filme ficou em cartaz de 16 de novembro de 2003 a 21 de dezembro de 2003 A partir de 1 de julho de 2008, ganhou mais de US $7.8 milhões, tornando-se o filme de 21ª documentário  de maior bilheteria nos Estados Unidos - (em dólares nominais de 2003 até o presente).  O filme foi indicado para o Oscar de melhor documentário de longa-metragem no Oscar 2005.